# James Challis
James Challis FRS (12 de desembre de 1803 – 3 de desembre de 1882) va ser un astrònom, físic i clergue anglès. Professor Plumian i director de l'Observatori de Cambridge, investigà molts fenòmens de la física. Se'l recorda per la seva oportunitat perduda d'haver estat el descobridor del planeta Neptú l'any 1846.

## Biografia
Challis nasqué a Braintree, Essex es graduà al Trinity College, Cambridge el 1825 com Senior Wrangler i primer Smith's prizeman.

## Professor Plumian
El 1836, va esdevenir director de l'Observatori de Cambridge i Plumian Professor of Astronomy and Experimental Philosophy, i com a examinador del premi Smith (Smith's prize), va lloar els treballs primerencs de G. G. Stokes, Arthur Cayley, John Couch Adams, William Thomson (Lord Kelvin), Peter Guthrie Tait i de James Clerk Maxwell. Durant una dècada, es va mostrar en desacord amb les conclusions de la recerca de Stokes.
Challis va ser àrbitre de Thomson i de Stokes en les seves respectives aplicacions per a les càtedres a la Universitat de Glasgow, i per Maxwell a Aberdeen. Per a l'Adams Prize, ell i Thomson el tema dels anells de Saturn, que va guanyar Maxwell el 1857.

## Observatori de Cambridge
Challis va ser el successor de George Biddell Airy a l'observatori de Cambridge, i gradualment en millorà els instruments i la seva precisió. Va publicar més de 60 notes científiques sobre les observacions de cometes i asteroides. Inventà el meteoroscope (1848) i el reductor de trànsit transit-reducer (1849). Challis publicà 12 volums de l'Astronomical Observations Made at the Observatory of Cambridge.

## La recerca del vuitè planeta
El 1846, Airy finalment persuadí Challis d'unir-se a la recerca del vuitè planeta del sistema solar. Adams havia predit la localització d'aquest planeta ja l'any 1844, basant-se en irregularitats en l'òrbita d'Urà. Challis finalment inicià la recerca el juliol de 1846, sense saber que Urbain Le Verrier havia fet independentment una predicció idèntica. L'astrònom Johann Gottfried Galle, ajudat per Heinrich Louis d'Arrest, finalment confirmà la predicció de Le Verrier el 23 de setembre. El planeta va ser anomenat "Neptune". Segons els quaderns de Challis es pot comprovar que aquest havia observat Neptú dues vegades un mes abans però sense haver-lo identificat per manca de diligència.
Tot i el fracàs per Neptú, Challis va fer contribucions genuïnes a l'astronomia. La seva barreja de la teologia i la ciència seguí l'esperit de Stokes, i la seva recerca d'una teoria unificada fou similar als esforços de Thomson i Maxwell. No obstant això, malgrat la tenacitat en la defensa de les seves teories físiques i teològiques, aquestes van tenir poc impacte. 

## Honors i memorials
- Fellow of the Royal Astronomical Society, (1836);[2]
- Fellow of the Royal Society, (1848);[2]
- Medalla de Bronze a The Great Exhibition pel seu transit-reducer, (1851).[2]
- El distributed.net UK team, originàriament Cambridge University i basat en CIX s'anomena "Prof. James Challis' Most Excellent UK Team" en el seu honor  Arxivat 2007-09-09 a Wayback Machine..
- Cràter lunar Challis en el seu honor.[3]

### Obres de Challis
- Challis, J. (1861) Creation in Plan and Progress
- —. Notes on the Principles of Pure and Applied Calculation; and Applications of Mathematical Principles to Theories of the Physical Forces.  Cambridge: Deighton, Bell and Co., 1869.
- — (1871) A Translation of the Epistle of the Apostle Paul to the Romans
- — (1873) An Essay on the Mathematical Principles of Physics
- — (1875) Remarks on the Cambridge Mathematical Studies
- — (1880) Essay on the Scriptural Doctrine of Immortality

### Obituari
- J. W. L. G. (1882-3) "James Challis" Monthly Notices of the Royal Astronomical Society, 43: 160–79

### Sobre Challis
- [Anon.] (2001) "Challis, James", Encyclopædia Britannica, CDROM Deluxe edition
- Clerke, A. M. (2006) "Challis, James (1803–1882)", rev. David B. Wilson, Oxford Dictionary of National Biography, Oxford University Press, online edn, Oct 2006, accessed 17 September 2007 requereix subscripció o ser soci de la biblioteca pública del Regne Unit
- Eggen, O. J. (1970–1981) "Challis, James" in Gillespie, C.C. (ed.). Dictionary of Scientific Biography.  Nova York: Charles Screibner's Sons, p. 186–187. ISBN 0-684-16970-3.
- Standage, T. The Neptune Fitxer: Planet Detectives and the Discovery of Worlds Unseen.  Londres: Allen Lane, 2000. ISBN 0-7139-9472-X.